# Modular Audio Recognition Framework
Modular Audio Recognition Framework (MARF) est une plate-forme de recherche et une collection des algorithmes pour le traitement de la voix, le son, le discours, et l'écrit et de langue naturelle (TALN) écrits en Java et arrangé dans un cadre modulaire et extensible qui tente de faciliter l'addition de nouveaux algorithmes. MARF peut servir comme une bibliothèque dans les applications ou est utilisé comme une source pour apprendre et l'extension. Les applications de quelque exemple sont fournies pour montrer comment utiliser le framework. Il y a aussi un manuel détaillé et la référence d'API dans le format de javadoc comme le projet a tendance bien-documenté. MARF et ses applications sont relâchées sous une licence BSD.